# Justin Hewitt
Justin Hewitt (Gibraltar, 2 april 2002) is een darter uit Gibraltar die toernooien van de Professional Darts Corporation 
en World Darts Federation speelt.

## Carrière
In 2019 nam Hewitt voor het eerst deel aan de Development Tour. In datzelfde jaar gooide hij op een lokaal toernooi in Gibraltar een gemiddelde van 113. Ook bereikte hij de halve finales van het JDC World Darts Championship, waarin hij verloor van Adam Gawlas uit Tsjechië. Deze prestatie leverde hem een plek op in de Gibraltar Darts Trophy. Hewitt verloor in de eerste ronde van Carl Wilkinson met 3-6.
In 2020 nam Hewitt voor het eerst deel aan de World Cup of Darts. Het Gibraltarese duo, dat hij vormde met Craig Galliano, verloor in de eerste ronde met 3-5 van Darius Labanauskas en Mindaugas Barauskas uit Litouwen. Tijdens de editie van 2021 deed Hewitt mee met Sean Negrette. In de eerste ronde stonden de twee lang op voorsprong, maar bleken Paul en Harith Lim uit Singapore uiteindelijk toch met 5-4 te sterk. Enkele dagen daarna verloor Hewitt met 1-6 van Callan Rydz in de eerste ronde van de Gibraltar Darts Trophy.
Op de World Cup of Darts van 2022 vormde Hewitt opnieuw het Gibraltarese koppel met Craig Galliano. De twee boden flinke tegendruk, maar in de eerste ronde waren de Noord-Ieren Daryl Gurney en Brendan Dolan met een einduitslag van 3-5 net een maatje te groot. Hewitt zou op de Gibraltar Darts Trophy van dat jaar aanvankelijk aantreden tegen Steve Beaton, maar moest zich terugtrekken wegens ziekte.
In juni 2023 was Hewitt opnieuw tezamen met Craig Galliano aanwezig op de World Cup of Darts. In de groepsfase wonnen de twee van het duo uit Guyana. In diezelfde ronde bleken de Australiërs te sterk.
Hewitt kwam op de World Cup of Darts 2024 wederom uit voor zijn thuisland, samen met Craig Galliano. In de groepsfase won het duo van de spelers uit Spanje, maar het tweetal uit Zweden was daarin te sterk.
Samen met Craig Galliano kwam Hewitt op de World Cup of Darts 2025 opnieuw uit voor Gibraltar. Het koppel eindigde in de groepsfase qua gewonnen wedstrijden, legsaldo en aantal punten precies gelijk met de duo's uit Ierland en China. De Gibraltarezen verloren van de Ieren, maar wonnen van de Chinezen. Ierland ging door naar de knock-outfase op basis van het aantal breaks.

## Resultaten op wereldkampioenschappen

### WDF

#### World Cup
- 2023: Laatste 64 (verloren van Frank Bruns met 1-4)

### PDC World Youth Championship
- 2019: Groepsfase (Gewonnen van Adam Paxton met 5-4, verloren van Nathan Girvan met 3–5)
- 2020: Groepsfase (Verloren van Bradley Halls met 2-5, verloren van Berry van Peer met 0–5)